# Акоста, Педро (футболист)
Педро Хавьер Акоста Санчес (исп. Pedro Javier Acosta Sánchez; род. 28 ноября 1959, Каракас) — венесуэльский футболист, защитник, выступал за сборную Венесуэлы.

## Клубная карьера
Играл за клубы «Депортиво Галисия», «Маритиму де Венесуэла» и «Каракас».

## Сборная
Сыграл 34 матча за сборную Венесуэлы с 1979 по 1989 год, включая участие в розыгрыше Кубка Америки 1979 года, 1983 года, 1987 года и 1989 года.
Также играл за сборную Венесуэлы на летних Олимпийских играх 1980 года в Москве, где команда потерпела поражение в матче против сборной СССР.